# 공암천
공암천은 울산광역시 울주군 삼남읍 가천리의 금강공업 언양공장 부근에서 발원하여 대체로 동류하다가 울산광역시 울주군 삼남읍의 태화강의 지류인 삼동천으로 흘러드는 하천이다.